# Molophilus (Molophilus) schultzei
Molophilus (Molophilus) schultzei is een tweevleugelige uit de familie steltmuggen (Limoniidae). De soort komt voor in het Neotropisch gebied.